# Früchtetee

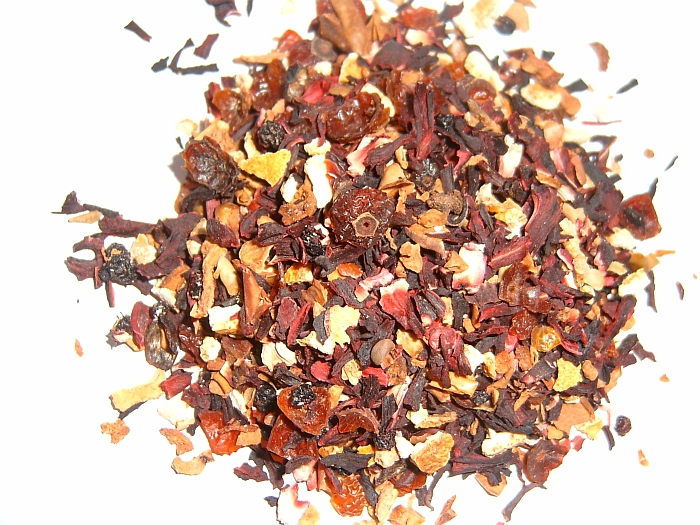
Früchtetee

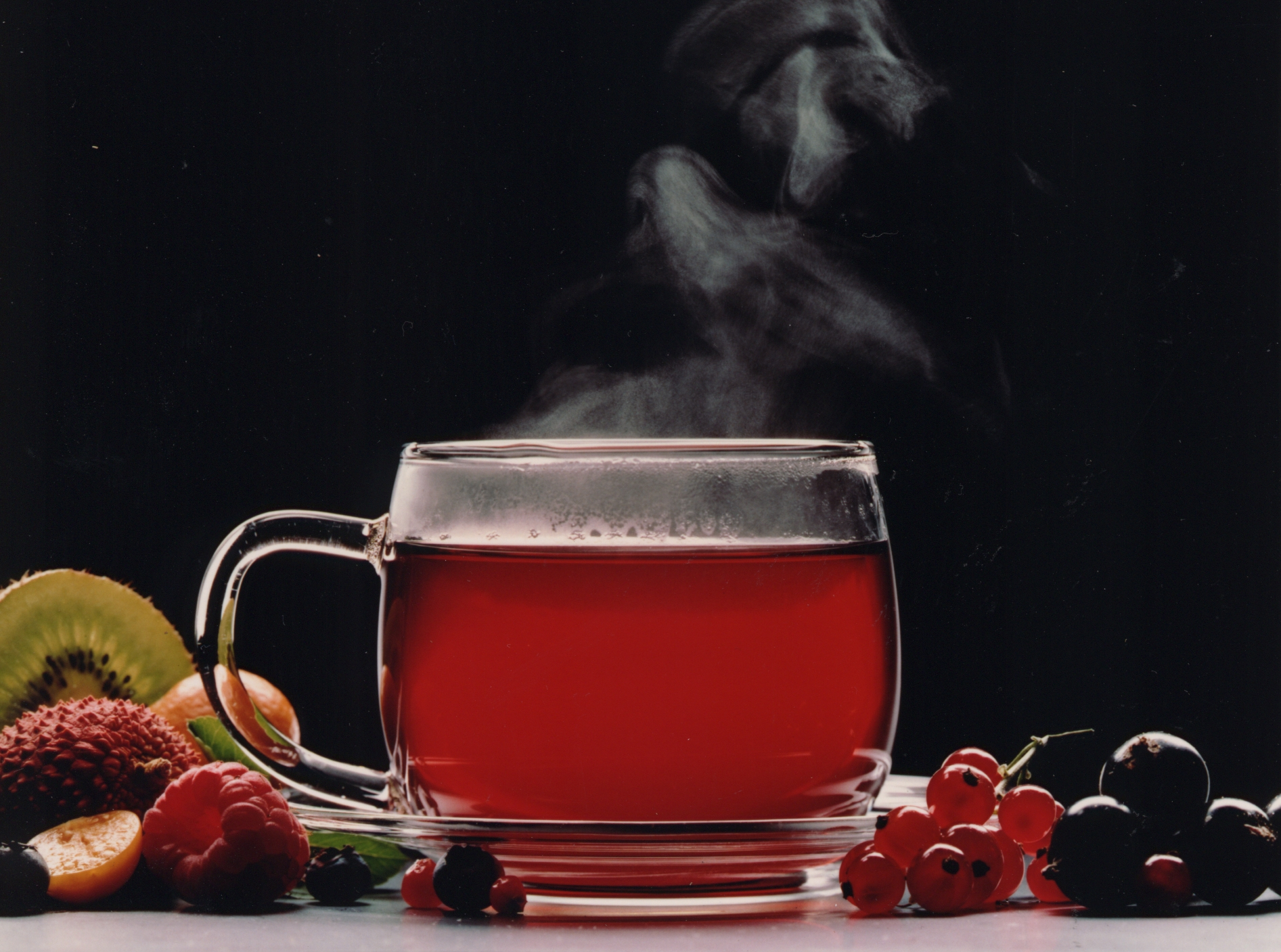
Tasse mit Früchtetee

Früchtetee ist ein teeähnliches Aufgussgetränk. Es gibt klassische Früchtetees aus einer einzigen Pflanzenart, wie Hagebuttentee, und Mischungen aus verschiedenen Früchten. Die Geschmacksrichtungen richten sich nach der eingesetzten Fruchtpalette und reichen entsprechend von fruchtig bis blumig, lieblich, würzig oder fein-herb. Der Geschmack kann den Tee bestimmen oder wird von einer beabsichtigten (beispielsweise medizinischen) Wirkung vorgegeben. Kommerzielle Mischungen sind oft mit Aromen oder Vitaminen angereichert. Früchtetees sind koffeinfrei und haben nahezu keinen physiologischen Brennwert.

## Definition
Früchtetees werden als „Tee“ bezeichnet, sind aber markenrechtlich „teeähnliche Erzeugnisse“. Es sind aromatische Getränke aus getrockneten Pflanzenteilen, wie Früchten oder Fruchtteilen von Äpfeln oder Hagebutten oder auch Blättern und Blüten. Aus diesen Pflanzenteilen wird der Tee als Getränk durch Übergießen mit sprudelnd kochendem Wasser hergestellt. Früchtetees werden auch Teedrogen genannt. Der Begriff Droge stammt vom niederländischen droog, gleich trocken, und bezeichnete ursprünglich einfach getrocknete Pflanzenteile. Angeboten werden diverse Monodrogen (vom griechischen Wort für allein) wie Hagebuttentee und Mischungen aus verschiedenen Früchten.
Die Abgrenzung zwischen Früchte- und Kräutertee ist nicht scharf, letztlich werden auch Kräutertees aus bestimmten Pflanzenteilen hergestellt. Die Abgrenzung liegt deshalb vorzugsweise in der beabsichtigten Nutzung oder Anwendung.
Bei Früchtetees gibt es Abstufungen im Zerkleinerungsgrad der verwendeten Früchte und Kräuter. Man spricht von Grobschnitt, wenn Pflanzenteile auf eine Größe von 2 bis 15 Millimeter zerteilt werden, und von Feinschnitt, wenn sie eine Größe zwischen 0,2 und 2 Millimetern haben. Daneben gibt es auch Pflanzenteile, die überhaupt nicht geschnitten werden, weil sie beispielsweise von Natur aus schon die Größe des Grobschnitts haben, wie Fenchelsamen oder Wacholderbeeren. Die Schnittgröße hat grundsätzlich keinen Einfluss auf den Geschmack und das Aroma des Früchtetees, sie richtet sich vielmehr nach der Zubereitungsform. Während der „lose Tee“ im Grobschnitt angeboten wird, kommen in den Aufgussbeutel zumeist feingeschnittene Früchte. In der Qualität unterscheiden sich beide Angebotsformen nicht. Generell gilt: Der Grobschnitt ist praktisch, wenn man eine ganze Kanne Tee zubereitet, für eine Tasse bietet sich der vorportionierte Teebeutel an.

## Anbau
Die in Tees verwendeten Früchte werden größtenteils angebaut. Einige Früchte sind nach wie vor unkultivierbar, das heißt, sie lassen sich nicht anbauen und müssen wie in vergangenen Zeiten gesammelt werden. Früchtetees sind Naturprodukte. Die Qualität der verwendeten Pflanzenteile wird von Klima, Boden und Witterung beeinflusst. Sie kann – auch wenn die Pflanzenteile aus demselben Anbaugebiet stammen – daher von einer Saison zur nächsten variieren. Die jeweiligen Pflanzenteile werden im Anbauland geerntet, gesammelt und getrocknet. Bevor sie in Deutschland weiterverarbeitet werden, durchlaufen sie strenge Qualitätskontrollen. Erst anschließend wird die Ware geschnitten und je nach Rezeptur gemischt.
Die Pflanzen für Früchtetees werden sowohl konventionell als auch kontrolliert biologisch angebaut. Der Anteil der kontrolliert biologisch angebauten Früchtetees lag im Jahr 2010 bei fünf Prozent.

## Inhaltsstoffe und Zusatzstoffe
Pflanzen haben grundsätzlich zahlreiche verschiedene Inhaltsstoffe: ätherische Öle, die maßgeblich den Geschmack und Geruch bestimmen, sowie Vitamine, Mineralstoffe, Spurenelemente und Polyphenole. Früchtetees eignen sich dazu, den täglichen Flüssigkeitsbedarf energiearm zu decken. Aromatisiertem Früchtetee werden geschmackgebende Lebensmittelzutaten (z. B. Gewürze) und Aromen hinzugefügt, um ihn geschmacklich zu verfeinern oder zu verändern.
Seit 28. November 2020 ist es in Deutschland unter Strafandrohung verboten, die lange Zeit gerne gegebenen Kräuter- oder Früchtetees für Säuglinge oder Kleinkinder in Verkehr zu bringen, denen Zucker, Sirup, Fruchtsaft, Honig, Malz o. ä. zugesetzt ist.

## Geschichte
Die Verwendung von Früchten als Getränk zu reinem Genusszweck und zum Decken des Flüssigkeitsbedarfs wurde in der jüngeren Geschichte neu entdeckt, wurde aber bereits lange Zeit genutzt. Die Versorgungsengpässe bei Kaffee und Tee in Krisenzeiten führten dazu, dass einheimische Früchte für Aufgussgetränke verwendet wurden. Seit den 1950er Jahren ist der Markt für Früchtetees ständig gewachsen. Das gestiegene Gesundheitsbewusstsein der Verbraucher in den 1980er Jahren brachte eine wesentliche Erweiterung des Angebots. Neben klassischen Varianten wie Apfel- oder Hagebuttentee besteht ein erweitertes Sortiment, wobei auch Modeeinflüsse eine zeitweilige Änderung des Geschmacks mit sich bringen und den verstärkten Einsatz von Früchten wie Sanddorn oder Cranberries bedingen.

## Aufbewahrung und Zubereitung

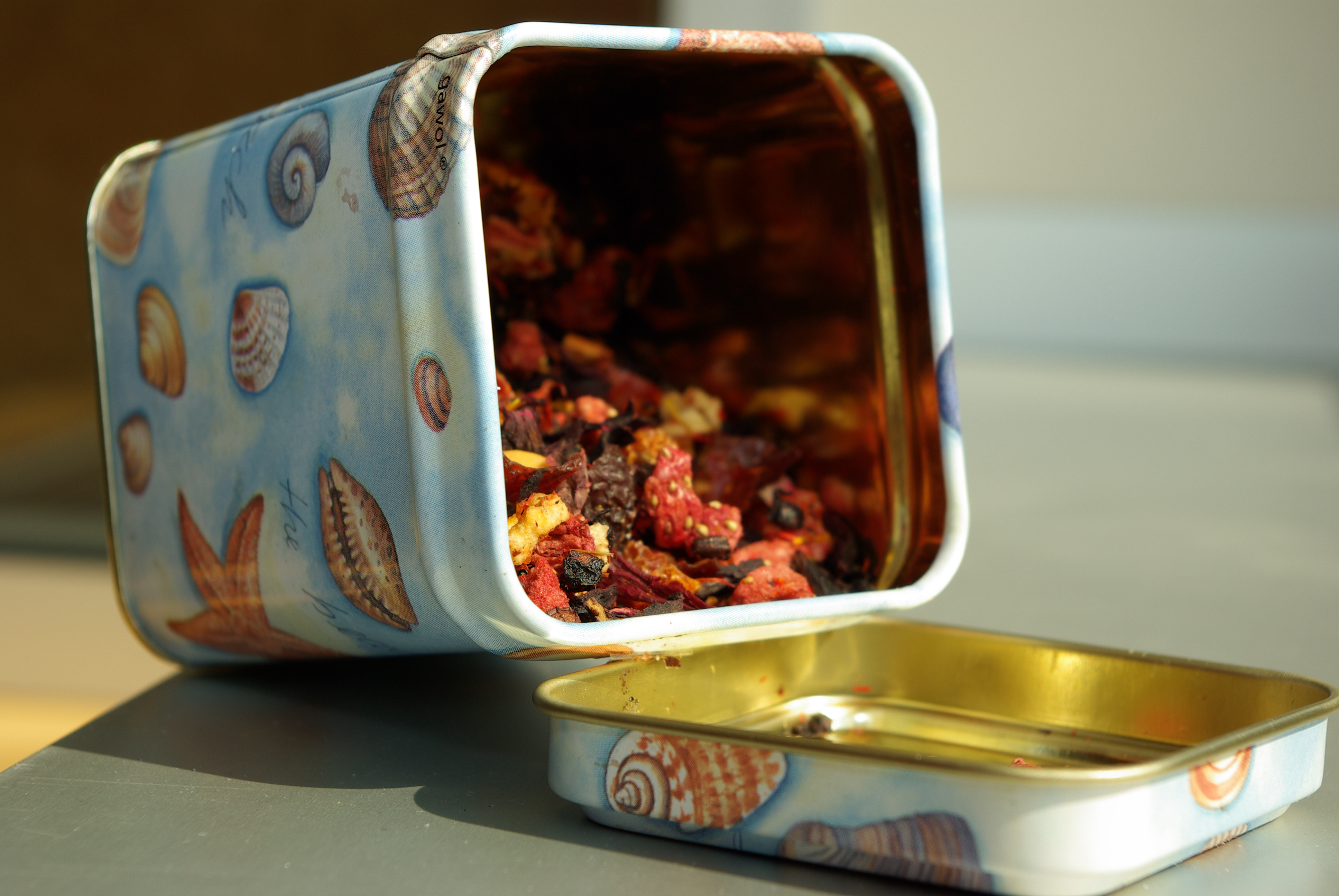
Früchteteemischung in der Blechbüchse

Die geeignete Aufbewahrung von Früchtetees ist wichtig für einen gleichbleibenden Geschmack, die Fruchteigenschaft bedingt eine kühle und trockene Lagerung, zudem sollten sie dunkel und luftdicht verschlossen untergebracht werden. Der Früchtetee-Vorrat verliert in Nähe zu anderen stark riechenden Kräutern und Gewürzen an Qualität. Entsprechend sind geöffnete Packungen zügig aufzubrauchen.
Bei handelsüblichen Angeboten genügt ein gehäufter Teelöffel, entsprechend dem Teebeutel, pro Tasse. Da sich die Geschmacksintensität mit der Früchtemenge verstärkt, unterliegt die Menge selbstverständlich dem individuellen Anspruch. Einfluss auf die Qualität des Früchtetee-Aufgusses hat das Wasser, allgemein empfohlen wird frisches, möglichst kalkarmes Wasser, das sprudelnd kochend über den Früchtetee gegossen wird. In der Regel ist der Geschmack nach 8 und 10 Minuten optimal erreicht, bei Teebeuteln etwas kürzer. Für die Empfehlungen des Herstellers gibt es Anweisungen auf den Packungen.
Aus den Südstaaten der USA kam auch die Zubereitungsform des Eistees („iced tea“), wobei das frisch bereitete Getränk durch schnelles Abkühlen, beispielsweise mit Eiswürfeln, trinkfertig gemacht wird.